# Buddleja candida
Buddleja candida är en flenörtsväxtart som beskrevs av Stephen Troyte Dunn. Buddleja candida ingår i släktet buddlejor, och familjen flenörtsväxter. Inga underarter finns listade i Catalogue of Life.